# Mibefradil
El mibefradil fue un medicamento para el tratamiento de la hipertensión y la angina de pecho crónica. Pertenece a un grupo conocido como bloqueadores de los canales de calcio.
El mecanismo de acción de mibefradil se caracteriza por el bloqueo selectivo de los canales de calcio transitorios activados por bajo voltaje (tipo T), el lugar de los canales de calcio de larga duración activados por alto voltaje (tipo L), lo que probablemente sea responsable de muchas de sus propiedades únicas.
Es no selectivo.
El 8 de junio de 1998, Roche anunció la retirada voluntaria del medicamento del mercado, un año después de su aprobación por la FDA, debido a la posibilidad de interacciones, algunas de ellas mortales, que pueden ocurrir cuando se toma junto con otras medicamentos.

## Síntesis

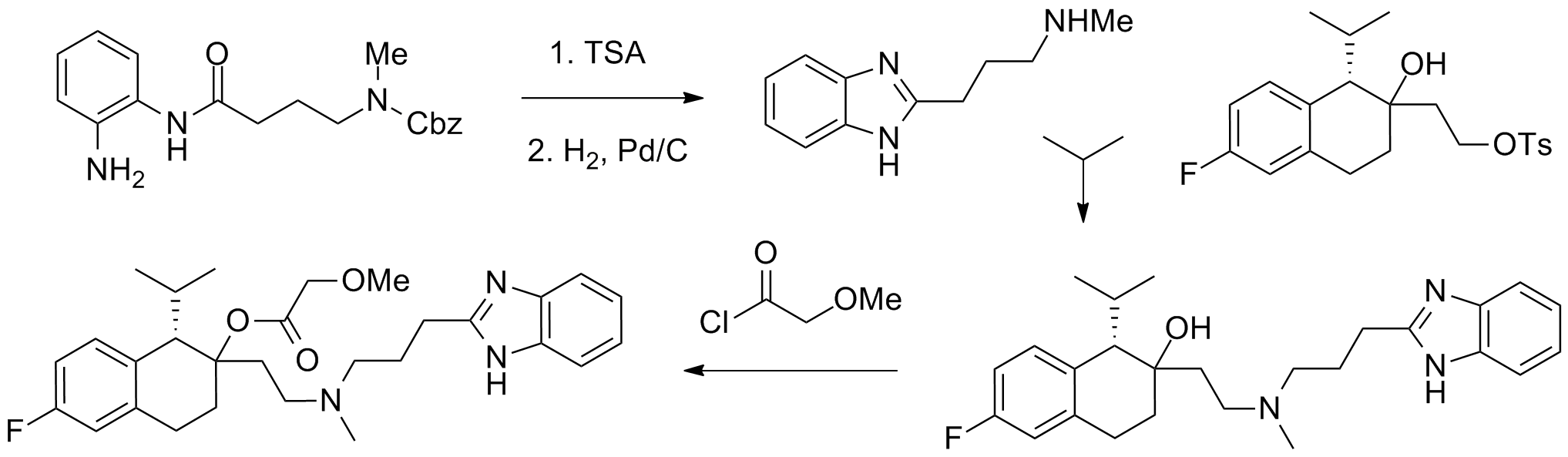
Síntesis del mibefradil